# 夏供佑
夏供佑（1623年12月24日—？），字普生，南直隸凤阳府壽州人，明朝政治人物。

## 生平
崇禎十二年（1639年）己卯科第九十六名舉人，榜名夏人伯，崇禎十六年（1643年）登三甲281名進士，戶部觀政，次年十二月授中書。
弘光時任行人頒詔，轉刑部浙江司員外郎，南京失陷後為母親廬墓三年。

## 家族
曾祖夏周（嘉靖三十四年乙卯科第21名舉人經魁）、祖夏之鳳（萬曆十六年戊子科舉人萬曆二十六年戊戌科會試副榜、南戶部郎中）、父夏永治（廩庠）、兄夏人佺（順治六年進士）。